# Ashikaga Yoshihide

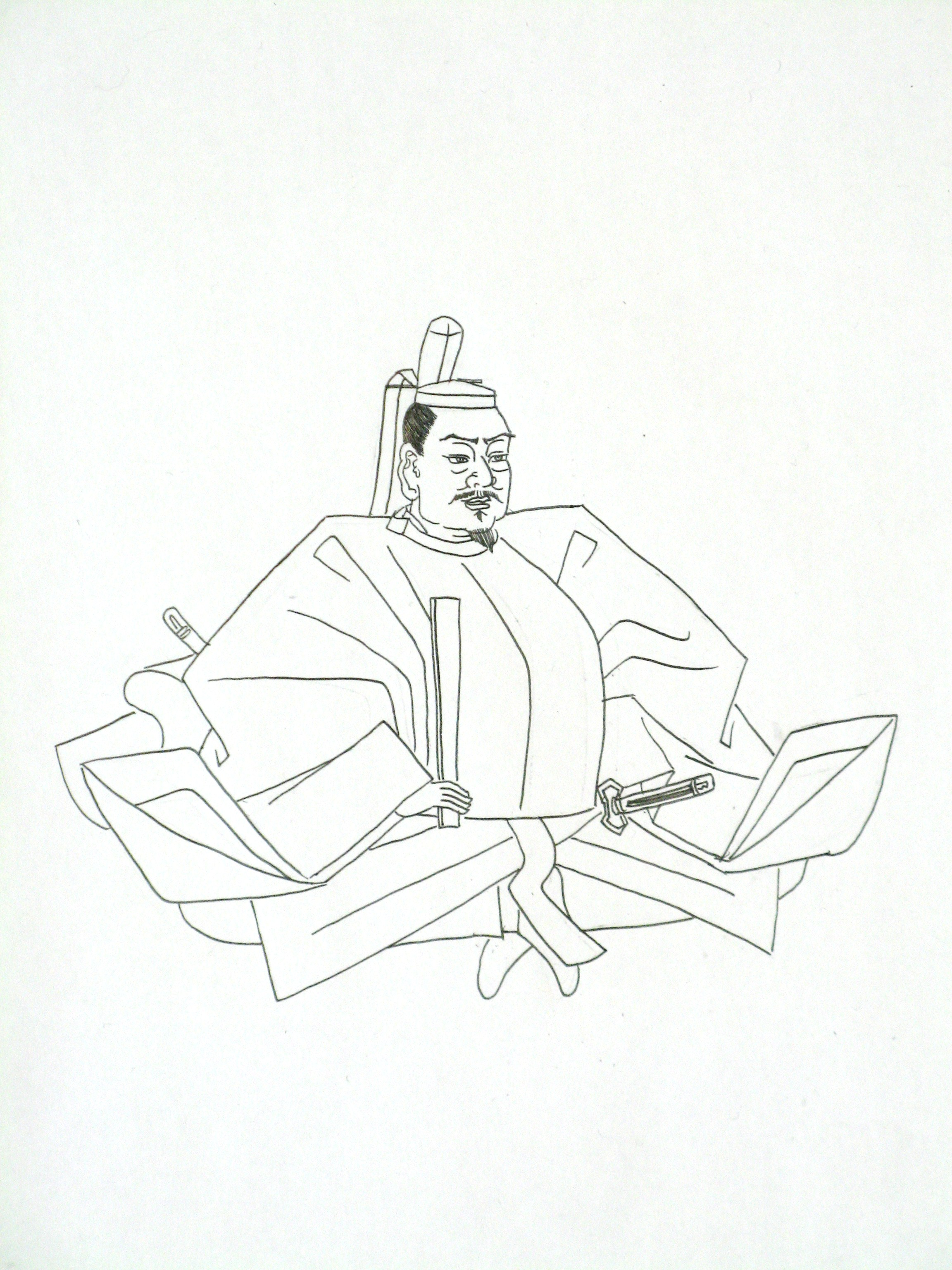
Símbolo da família Ashikaga

Ashikaga Yoshihide (足利 義栄, 1538 – 28 de outubro de 1568) foi o décimo quarto xogum do xogunato Ashikaga e governou brevemente entre fevereiro e setembro de 1568. Foi neto do décimo primeiro xogum Ashikaga Yoshiharu e primo do décimo terceiro xogum Ashikaga Yoshiteru.
Apoiado por Matsunaga Hisahide e Miyoshi Nagayoshi, se tornou xogum três anos depois da morte de Yoshiteru. Entretanto a situação política em Quioto o fez incapaz de entrar na cidade.
Em setembro de 1568. Oda Nobunaga chegou em Quioto e tomou a capital, decretando Ashikaga Yoshiaki como o décimo quinto xogum. Yoshihide nunca pode ficar em Quioto, morrendo pouco depois doente.
Yoshijaru foi o xogum que recebeu os primeiros europeus a chegarem no Japão em 1542. 
| Precedido por Ashikaga Yoshiteru | -- 14° Xogum Muromachi 1568 | Sucedido por Ashikaga Yoshiaki |